# مهرجان كان السينمائي 2002
مهرجان كان السينمائي لعام 2002 هو الدورة الـ55 للمهرجان عقد في 15 إلى 26 مايو من عام 2002، وحصل فيلم «عازف البيانو» للمخرج البولندي رومان بولانسكي على السعفة الذهبية.